# Longville
Longville – miasto w Stanach Zjednoczonych, w stanie Minnesota, w hrabstwie Cass.